# ジョン・フレック
ジョン・アレキサンダー・フレック（John Alexander Fleck, 1991年8月24日 - ）は、スコットランド・グラスゴー出身のプロサッカー選手。EFLチャンピオンシップ・ブラックバーン・ローヴァーズFC所属。ポジションはMF。

## クラブ経歴
2005年にレンジャーズFCのユースアカデミーに入団。2007-08シーズンに16歳でトップチームに昇格。2008年1月23日のスコティッシュカップのイースト・スターリングシャーFC戦でプロデビュー。同年5月のアバディーンFC戦でスコティッシュ・プレミアシップ初出場。同年シーズンはスコティッシュカップとスコティッシュリーグカップで優勝。翌2008-09シーズンはリーグ優勝を経験したものの、出場機会に恵まれず、2012年1月から半年間はブラックプールFCへのローン移籍を経験。同年6月にレンジャーズとの契約が満了した。
2012年7月4日、EFLリーグ1 (3部リーグ)のコヴェントリー・シティFCと契約。加入後はコヴェントリーの主力選手に成長し、2015-16シーズンにはクラブ最優秀選手に選出された。
2016年7月8日、シェフィールド・ユナイテッドFCと3年契約を締結。加入1年目の2016-17シーズンは、EFLリーグ1で優勝。2018-19シーズンにはEFLチャンピオンシップ (2部リーグ)で2位に入り、2006-07シーズン以来のプレミアリーグ復帰が決まり、フレック自身初のプレミアリーグでのプレーが実現することになった。
2019年11月3日のバーンリーFC戦でプレミアリーグ初ゴールを記録。24日のマンチェスター・ユナイテッドFC戦では先制ゴールを決め、3-3の乱戦を演じた。12月14日のアストン・ヴィラFC戦では2ゴールを決め、2-0の勝利に導くなど、チームの中心選手として活躍し、2020年1月にはアーセナルFCが、フレックの獲得に興味を示していると報じられた。

## 代表経歴
2007年から2012年にかけては、ユース世代のスコットランド代表でプレー。2018年11月のイスラエル戦に代表初招集。翌2019年10月10日のロシア戦で、フル代表初出場を果たした。